# Gonatodes ocellatus
Gonatodes ocellatus este o specie de șopârle din genul Gonatodes, familia Gekkonidae, descrisă de Gray 1831. Conform Catalogue of Life specia Gonatodes ocellatus nu are subspecii cunoscute.